# Ginger Lynn
Pour les articles homonymes, voir Lynn.
Ginger Lynn Allen, dite Ginger Lynn, est une actrice pornographique américaine née le 14 décembre 1962 à Rockford dans l’Illinois.

## Biographie
En 1982, Ginger déménage en Californie, après la mort de son grand-père. Elle fait des publicités grâce à World Modeling Agency. En 1983, elle fait des photos pour Penthouse magazine et en décembre elle débute dans le film X Surrender in Paradise avec Jerry Butler.
Elle a joué dans New Wave Hookers, Ten Little Maidens ou Blame It on Ginger, elle devient vite une super star du porno des années 1980 avec Traci Lords.
Ses partenaires à l'écran étaient célèbres comme Ron Jeremy, Tom Byron, Peter North ou John Holmes.
Elle est notamment connue pour ses rôles dans des films d'horreur et dans des séries B. Elle a notamment joué aux côtés de Linnea Quigley dans les deux premiers volets de la comédie policière Vice Academy.
En 1998, Metallica la fait tourner dans le clip de la ballade, Turn the page (reprise de Bob Seger). Elle y incarne une prostituée. En 1999 elle participe à l'album compilation Porn to Rock avec Suzi Suzuki, Hyapatia Lee, Karen Dior, Stacey Q, Midori...
Ginger Lynn était la petite amie des stars comme Ralph Garman (en) et Charlie Sheen (1990 à 1992).
Elle fait partie de l'AVN Hall of Fame.

## Récompenses
- 1984 : XRCO Awards Video Vixen
- 1984 : XRCO Awards Female Performer of the Year
- 1985 : AVN Awards[1] :
  - Best New Starlet
  - Best Couples Sex Scene – Film pour Kinky Business avec Tom Byron
- 1986 : AVN Awards[2] :
  - Best Actress – Video pour Project Ginger
  - Best Couples Sex Scene – Video pour Slumber Party avec Eric Edwards
- 1992 : F.O.X.E All-Time Fan Favorite
- 1999 : XRCO Best Girl-Girl Scene - Torn avec Chloe
- 2002 : AVN Award Meilleure actrice dans un film (Best Actress – Film) pour Taken[3]
- XRCO Hall of Fame
- AVN Hall of Fame

## Filmographie

### Films non pornographiques
- New York Ninja (Tourné en 1984, sorti en 2021)[4]
- Vice Academy  (1989)
- Dr. Alien (1989) ; Ma prof est une extraterrestre
- Vice Academy 2 (1990)
- Buried Alive (1990) ; L'Emmuré vivant
- Young Guns 2 (Young Guns II, 1990), Dove
- Super Force (1990)
- Whore (1991)
- New York Police Blues (1993)
- Trouble Bound (1993)
- Silk Stalkings (1994) ; Les Dessous de Palm Beach
- Wing Commander III (1994)
- The Stranger (1995), Sally Womack
- God's Lonely Man (1996)
- The Last Late Night (1999)
- The Independent (2000)
- First Years (2001)
- Save Virgil (2004)
- American Pie Presents Band Camp (2005)
- The Devil's Rejects (2005)
- Kisses and Caroms (2006)
- 31 (2016)